# Valli arpitane piemontesi

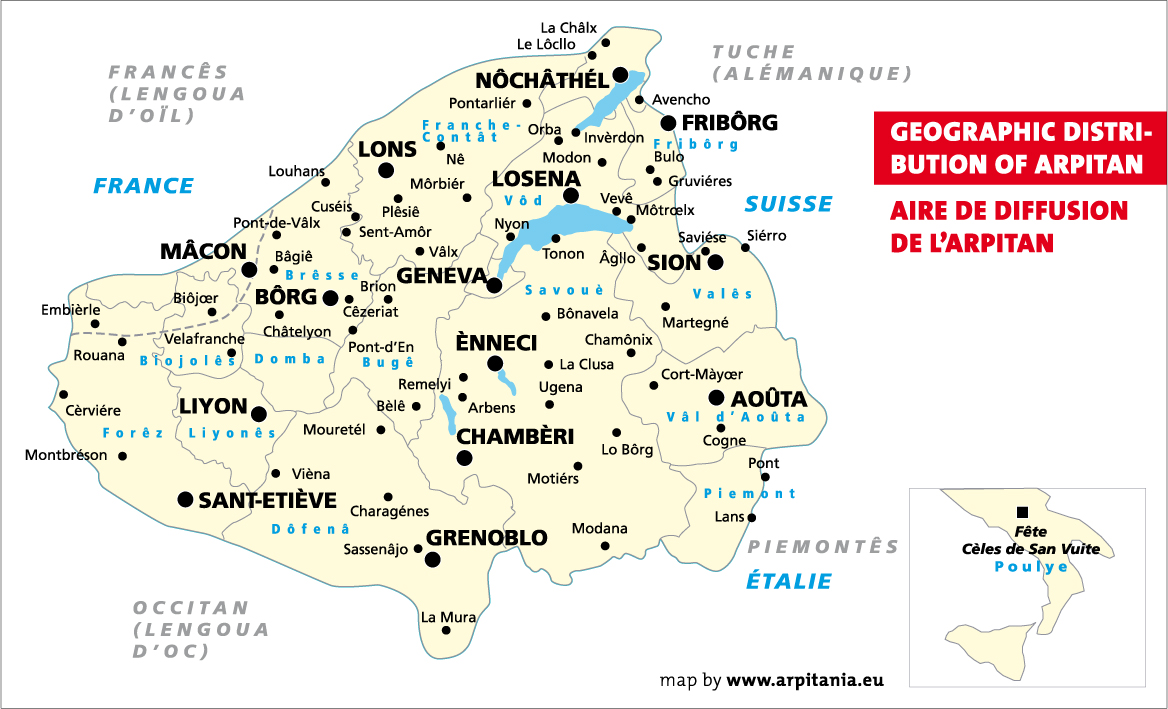
Area di diffusione del francoprovenzale a cavallo tra Francia, Svizzera e Italia. Le valli piemontesi sono visibili a destra in basso, a Sud della Valle d'Aosta. Ancora più a destra, l'isola linguistica della minoranza francoprovenzale in Puglia.

Le Valli arpitane (o francoprovenzali) piemontesi (Valâdes arpitanes in francoprovenzale, Valade arpitan-e in piemontese) sono una serie di vallate alpine poste in territorio italiano, nelle quali è parlato, accanto all'italiano e al piemontese, il francoprovenzale. Il loro territorio è interamente situato nella città metropolitana di Torino.
Il francoprovenzale è oggi conosciuto dal 36,7 % della popolazione delle valli. Tutti i valligiani conoscono comunque l'italiano e il 70,7% di essi utilizza anche il piemontese.
Le otto valli arpitane da nord a sud sono:
- Val Soana (Vâl Soana)
- Valle Orco (Vâl ëd Locan-a)
- Valli di Lanzo (Vâlades at Lans):

Val Grande (Vâl Grande)
Val d'Ala (Vâl d'Ala)
Valle di Viù (Vâl ëd Viù)
- Val Cenischia (Vâl Cenischia)
- Val Susa (Vâl Susa), bassa valle
- Val Sangone (Vâl Sangon), alta valle

## Linguistica
L'arpitano parlato nelle valli del Piemonte, in provincia di Torino, è del sottogruppo piemontese e presenta alcune similitudini con il dialetto valdostano delle vallate limitrofe, in particolare con il patois dell'alta Val di Cogne, i cui abitanti provengono storicamente proprio dalle vallate arpitane piemontesi.

## Realtà linguistica
Le valli arpitane del Piemonte, così come risultate dalla legge 482/99, formano un territorio che dal punto di vista statistico occupa un'area di circa 1.589,06 km² e conta una popolazione residente di 65.995 unità. La sua orografia è molto complessa, si stende sul versante orientale delle Alpi, ed è formato da numerose valli parallele intervallate da catene montuose che si sviluppano con andamento E-O. Se la comunicazione diretta tra le singole valli è difficoltosa, le stesse sono facilmente accessibili dalla Pianura Padana, per questa ragione il piemontese costituisce una forte presenza linguistica e nell'ultimo secolo è giunto fino alla cresta alpina, non solo per ragioni turistiche, ma anche per motivi di rimescolamento e declino delle comunità di montagna.
Dei comuni tutelati in quanto arpitani, pochi mantengono ancora un numero di parlanti, pur esiguo, e quasi sempre il franco-provenzale è in un rapporto di dilalia con il piemontese (o con la sua variante arcaica canavesana, nelle Valli Orco e Soana). Alcuni comuni inclusi nella lista in realtà non possono dimostrare una storica presenza arpitana impiantata nel loro territorio, neppure attraverso la toponomastica e i relitti lessicali.
Tra questi comuni si annoverano Pont Canavese, Corio, Lanzo Torinese, Monastero di Lanzo, che secondo la ricerca pubblicata in E. Allasino, C. Ferrier, S. Scamuzzi, T. Telmon (il maggiore esperto di francoprovenzale in Italia), Le lingue del Piemonte. Quaderni di ricerca 113, pubblicato da Regione Piemonte e IRES, 2007, benché si siano dichiarati francoprovenzali per ottenere i benefici della legge 482/99 (vd. p. 28 dello studio citato), in realtà sono di parlata piemontese, come per altro mostrano tutti gli studi scientifici e gli atlanti linguistici. Corio e Lanzo sono registrati già nel Saggio sui dialetti gallo-italici di Bernardino Biondelli del 1853. Del primo si parla come di un dialetto «affatto piemontese» (oggi definito marcatamente canavesano), del secondo come di un parlare «affatto simile a quello della capitale», ovvero torinese. Sebbene Biondelli sia stato superato da molte ricerche successive, è stato ripetutamente confermato su questi punti (Corio ad esempio è il punto 144 dell'AIS, l'Atlante linguistico italo-svizzero), dimostrando che già a metà Ottocento non v'era nulla di arpitano nei dialetti di queste località. Inoltre con la presenza di Lanzo, Corio e Pont Canavese, si avrebbero 12.000 abitanti in più da considerarsi francoprovenzali, seppure imporopriamente, per la divisione dei benifici anche economici previsti dalla 482/99 e dalla legislazione regionale. Anche nel riferirsi a Carema e Castagnole Piemonte come "arpitani" si attua una vistosa falsificazione della realtà linguistica locale, resa possibile solo attraverso lo strumento legislativo della 482/99, che da molti linguisti è criticata per la contraddizione del suo stesso principio di proteggere solo le parlate alloglotte, laddove le parlate di ceppo gallo-italico sono considerate "autoctone" e quindi non bisognose di riconoscimento e tutela.
Va inoltre detto che molti comuni della bassa Val di Susa, come Villar Focchiardo, Caprie, Sant'Antonino di Susa, Vaie e Chiusa di San Michele, sebbene presentino tratti savoiardi nei cognomi e nella toponomastica locale, fin dal Settecento hanno ricevuto nei loro patois locali una fortissima influenza dalla capitale, e la lingua piemontese si è inserita in tutta la Valle di Susa prima in un regime di diglossia, poi rapidamente in un regime di dilalia, ed infine ha soppiantato i patois, che sono superstiti per lo più nelle borgate coazzine e a Venaus e che vengono tuttora ricordati da anziani delle borgate di versante intorno a Susa, in un regime di dilalia con il piemontese dovuto anche alla decimazione delle comunità di montagna che mantenevano viva la lingua. Alcuni relitti savoiardi si ritrovano nel piemontese valsusino, come per esempio elementi lessicali che presentano l'antica palatizzazione "cin, civra, ciòsa" al posto del piemontese "can, crava, còsa" (cane, capra, cosa) e l'articolo "o" al posto dell'articolo "ël". In tutti gli altri aspetti il piemontese valsusino è concorde con il torinese.

## Comuni arpitani del Piemonte
| Nome in arpitano | Nome in italiano   |
| ---------------- | ------------------ |
| Ala              | Ala di Stura       |
| La Alpete        | Alpette            |
| Bârmes           | Balme              |
| Centuèiri        | Cantoira           |
| Séres            | Ceres              |
| Sérisoles        | Ceresole Reale     |
| Tchialambèrt     | Chialamberto       |
| Couvase          | Coazze             |
| Frasinei         | Frassinetto        |
| Gravere          | Gravere            |
| Gruskavà         | Groscavallo        |
| L'Éngri          | Ingria             |
| Leimia           | Lemie              |
| Lukënna          | Locana             |
| Màtie            | Mattie             |
| Meana            | Meana di Susa      |
| Misinì           | Mezzenile          |
| Mumpantìa        | Mompantero         |
| Frere Cenisio    | Moncenisio         |
| Nuachi           | Noasca             |
| Nonalésa         | Novalesa           |
| Pisinài          | Pessinetto         |
| Ronc             | Ronco Canavese     |
| Sen Gœri         | San Giorio di Susa |
| Sparon           | Sparone            |
| Tràves           | Traves             |
| Usei             | Usseglio           |
| Vâlprà           | Valprato Soana     |
| Veno             | Venaus             |
| Vjy              | Viù                |

### Casi arpitani smentiti dagli specialisti
| Quarêma | Carema              |
| xx      | Castagnole Piemonte |
| Koeri   | Corio               |
| Lans    | Lanzo Torinese      |
| Moutier | Monastero di Lanzo  |
| Pont    | Pont Canavese       |

### Casi di presenza arpitana locale estinta
| Burgùn        | Borgone Susa          |
| Bërsoel       | Bruzolo               |
| Busoulin      | Bussoleno             |
| Chàvrie       | Caprie                |
| Tsanuch       | Chianocco             |
| Kiusa         | Chiusa di San Michele |
| Cuasöl        | Coassolo Torinese     |
| Kundòve       | Condove               |
| Sen German    | Germagnano            |
| Djavën        | Giaveno               |
| Rubiana       | Rubiana               |
| Sen Didé      | San Didero            |
| Santantunin   | Sant'Antonino di Susa |
| Susa          | Susa                  |
| Vàjes         | Vaie                  |
| Voudjiň       | Valgioie              |
| Vilar Fuciard | Villar Focchiardo     |

## Esempi del patois di Viù
J'Almän e 'l tomme (I tedeschi e le forme di formaggio)
In bòt a j'avet ëd giòn ch'o stason liau a l'Arp che orà o j'ì dl'Agnòiri. In gioòrn o j'än viù j'Almän ch'o passavo liau a la Brusà. "Ohmmi, pòri no, liau a j'ä j'Almän ch'o vegno! Comme j'en da fare? Orà o vegno 'nsai e o no prònno vià totte 'l tomme!" o li fai l'òm a soa fumela. E chiòlla: "Sagrinte gnòn, i t'ël salvi mòi". A j'ä ruvà 'nsai slichì e chiòlla a j'ere lai ch'a goernave. It sà bin che 'n bòt ël fumele 'd brajòtte o n'än portavvo gnòn, o portavvo 'l viòste giù longi ch'o j'alavo finna sotta li piò. Anleura a s'ä butaji lai a finì 'd far soa tomma. Tot ant ij momän a tire sù 'l viòste per paròj, dòpo a ciape na naci do cù e a s'ä ficiäji giù lai 'nsumma dla tomma. E j'Almän ichì, pò capì, o fän: "Ma còsa ch'a fà lì, bruta vejassa?". E chiòlla: "I màiso min formac". "Oh, porcaccionna d'ina porcaccionna ch'a l'è". O j'än lassià totte son tomme, o l'än pì gnòn tociòje. Anleura a li dì a son òm: "I n'ai sgheirà unna, ma j'ai salvà totte 'ls àute!"
Narrata da Giuseppe Felice Durando
Sli ch'o snavo la sal an Ciampseur (quelli che seminavano il sale a Ciampseur)
In bòt carcun o j'avon dit ch'a ventave snà la sal, paròj o j'avon pì gnòn d'alà a citala da già ch'a costave sì cara, e n'an viné issì. Anleura, su 'n Ciampseur, o s'än butà lai par snà la sal. Mäch ch'o j'än dit che, per snà la sal, calo ch'o lo snave a vintave gnòn ch'o pistasse lo ciamp. E com fare a gnòn pistà lo ciamp?
Anleura o j'än fàit na barela e o lo portavo 'n tra cat sla barela ichì.
O j'än snà e dòpo a j'ä sajù su tot sl'erba ichì dli tavän. E li tavän toiti lai 'nsumma a 'l fieu a ciucìa l'amel.
E 'l giòn o li dison a calo ch'o j'avet snà la sal: "Goerna che slichì o ciùccio vià totta la sal! La sal a vin gnòn!"
"Come j'en da fare?"
"Òh, a vente goernà 'd fulminali vià li tavän ichì!"
Anleura o s'än butà lai, calo ch'o j'avet snà e lo pare, lai ch'o goernavo con lo fusij li tavän ch'o j'alasso gnòn a mingìa 'l fieu ichì ch'o j'avon la sal.
E in tavän o li vòl-ti pa ichì sla front a o fii?!
E chiòo o li fai mäch: "Pari!!"
E l'àutro: "Tòmp!". Ina tronà.
Per boneur ch'o l'ä sbalià.
E lo pare o disé: "Se la bòta a j'alave bin, n'an piavo doì!!".
E la sal a j'ä anco' da vinì orà!
Narrata da Giuseppe Felice Durando